# Suối Haching
Suối Haching là một con suối ở Bayern, Đức, dài 12 km. Nó bắt nguồn từ phía Nam của München, chạy qua các xã Oberhaching, Taufkirchen, Unterhaching, Unterbiberg, rồi chảy vào thành phố München ở vùng Perlach.

## Địa lý
Suối Haching hình thành tại một đường chảy của một suối băng cũ nằm giữa Deisenhofen và Oberhaching, dẫn nước ngầm từ Gleißental tới Hachinger Tal. Ở đây nước chảy lên mặt đất thành một con suối nhỏ. Bởi vì mực độ nước ngầm thay đổi, nên không có một nguồn nước rõ ràng. Để cho suối khỏi khô đọng, người ta cũng dẫn nước từ một ống nước bên cạnh một công viên vào đây. Các nguồn nước ngầm khác cũng như suối Enten đưa nước vào làm cho lượng nước tăng lên.